# Puigllangord
El Puigllangord és una muntanya de 1.596 metres que es troba al municipi de Pardines, a la comarca catalana del Ripollès.